# Lypowany
Lypowany (ukrainisch Липовани, russisch Липованы Lipowany, deutsch Lipoweni, rumänisch Lipoveni) ist ein Dorf im Rajon Wyschnyzja in der ukrainischen Oblast Tscherniwzi.
Am 12. Juni 2020 wurde das Dorf ein Teil der neu gegründeten Siedlungsgemeinde Berehomet im Rajon Wyschnyzja, bis dahin war sie ein Teil der Landratsgemeinde Lukawzi im Osten des Rajons.

## Geschichte
Der Ort war schon seit der Gründung Teil der historischen Region Bukowina im Fürstentum Moldau und gehörte bis 1775 dazu.
Nachdem 1774 die Bukowina gegen Ende des Russisch-Osmanischen Kriegs (1768–1774) vom neutralen Österreich besetzt worden war, wurde dies 1775 im Frieden von Küçük Kaynarca bestätigt, offiziell als Dank für Österreichs „Vermittlerdienste“ zwischen den Kriegsgegnern. Dadurch war Lipowani ein Teil Österreichs, zuerst im Königreich Galizien und Lodomerien, ab 1849 im neu gegründeten Kronland Herzogtum Bukowina. und zum Fideikommiss der hochadligen Familie Wassilko von Serecki.
Nach dem Ende des Ersten Weltkriegs kam der Ort am 27. November 1918 zum Königreich Rumänien, zugehörig zum Gebiet Răstoace im Kreis Storojineț.
Im Zuge der Annexion der Nordbukowina am 28. Juni 1940 wurde er ein Teil der Sowjetunion (dazwischen 1941–1944 wiederum zu Rumänien) und ist seit 1991 ein Teil der Ukraine.
Laut der Volkszählung von 2001 gibt es keine Sprache, die von der Mehrheit der Bevölkerung gesprochen wird: Gesprochen wird Ukrainisch (39,66 %), Russisch (34,64 %) und Rumänisch (25,7 %).